# Kiss (Einheit)
Kiss war eine Masseneinheit (Gewichtsmaß) in Sansibar. Mit diesem Maß wurden Elfenbein, Gewürznelken, Gummi und Kaffee gehandelt.
- 1 Kiss = 7 Farassla/Farasla/Farassila = 113,1655 Kilogramm (errechn.)
  - 1 Frassla/Frasla/Frassila = 12 Mönn/Amnam = 576 Wakiah (Unze) = 16,1665 Kilogramm